# Institut de sondage Lavialle
Pour les articles homonymes, voir ISL.
GFK ISL anciennement Institut de sondage Lavialle  était un institut où l'on récolte des informations concernant des renseignements statistiques et économiques en tout genre sur la population. C'est l'un des 10 premiers instituts d'études adhoc quantitatives. Il a été créé le 28 juin  1972 par Albert Lavialle.
ISL est une société du groupe GFK. C'est une société, spécialisée dans la partie "terrain" c'est-à-dire la phase de recueil des informations. 
Le 10 juin 2009, il prend le nom de GFK - ISL. Le 16 juin 2010, la société est dissoute.
Pourtant, Bruno Botton en est nommé directeur général en 2012.

## Concurrence
Plusieurs instituts de cette sorte existent en France tels que :
- BVA : société d'études et conseil, spécialiste de l'analyse comportementale,
- LH2 : l'institut de sondage de Louis Harris,
- SOFRES : institut d'étude marketing et d'opinion international,
- IFOP : institut français d'opinion publique.